# Dee Brown (basket-ball, 1984)
Ne doit pas être confondu avec Dee Brown, joueur de basket-ball né en 1968.
Pour les articles homonymes, voir Dee Brown et Brown.
Daniel « Dee » Brown né le 17 août 1984 à Jackson, Mississippi est un joueur de professionnel américain de basket-ball.

## Biographie

### Carrière universitaire
Dee Brown joue au niveau universitaire pour les Fighting Illini de l'université de l'Illinois de 2002 à 2006 et reçoit de nombreux prix.

### Carrière professionnelle
Il est sélectionné au second tour de la draft 2006 de la NBA par le Jazz de l'Utah et joue meneur 11 matchs consécutifs pour les Wizards de Washington.
En janvier 2015, Brown quitte le CSU Asesoft Ploiești et rejoint l'Academic Sofia.